# Fuád Masúm
Fuád Masúm (* 1. ledna 1938, Irácký Kurdistán) je irácký politik, zakládající člen Vlastenecké unie Kurdistánu. V roce 2014 byl zvolen prezidentem Iráku.

## Život
V červnu 1992 se stal prvním ministerským předsedou Kurdské regionální vlády, na svůj post však rezignoval již v březnu následujícího roku. Nahradil jej Kosrat Rasúl.